# Regimento (unidade administrativa)
Regimento (em ucraniano:  полк, transl. polk) ou sistema regimental (em ucraniano:  полковий устрій, transl. polkovyi ustrii) é uma unidade histórica administrativa, territorial, militar e judicial da subdivisão do país no Hetmanato Cossaco e Sloboda Ucrânia nos séculos XVII e XVIII.
O sistema foi expandido a partir do sistema já existente de cossacos registrados nas voivodias de Kiev, Bracław e Czernihów.
Os regimentos eram chefiados por um coronel (em ucraniano:  полковник, transl. polkovnyk) que era membro do Conselho de Oficiais (em ucraniano:  Рада Старшин, transl. Rada Starshyn).

## Visão geral
O regimento era o primeiro nível de divisão administrativa e militar do Hetmanato Cossaco.
| Subdivisões do Hetmanato Cossaco | Subdivisões do Hetmanato Cossaco | Subdivisões do Hetmanato Cossaco                                              |
| -------------------------------- | -------------------------------- | ----------------------------------------------------------------------------- |
| Primeiro                         | Regimento                        | em ucraniano: полк, transl. polk, pl. em ucraniano: полки, transl. polky      |
| Segundo                          | Sotnia                           | em ucraniano: сотня, transl. sotnia, pl. em ucraniano: сотні, transl. sotni   |
| Terceiro                         | Kurin                            | em ucraniano: курінь, transl. kurin, pl. em ucraniano: курені, transl. kureni |

## Regimentos

Mapa dos regimentos na margem esquerda em 1781

Em 1649, quando o Hetmanato controlava as margens direita e esquerda, incluía 16 regimentos. Após a perda da margem direita, este número foi reduzido para dez.